# Хусеин Шехић
Хусеин Шехић (Босански Петровац, 12. октобар 1910 — Градачац, 22. јул 1973) био је југословенски и босанскохерцеговачки писац, хроничар, приповједач и пјесник.

## Биографија
Хусеин Шехић је рођен 12. октобра 1910. године у Петровцу, од оца Ахмеда. Одрастао је у Крупи, гдје му је отац добио посао исламског судије, који се у то вријеме звао кадија. Класичну гимназију уписује и завршава у Бихаћу, након чега уписује вишу жељезничку школу (школу жељезничког техникума). У Крупи заснива свој радни однос.
Оженио се Мухибом, са којом је добио четворо дјеце: Садика, Омера, Сакиба и Вахиду. Велики број пјесама објавио је у периоду између два свјетска рата.
Године 1951. долази у Градачац и, као већ искусан жељезничар, добива радно мјесто шефа новоизграђене жељезничке станице. У Градачцу наставља са својим књижевним радом. Поред писања, бавио се и другим активностима. Један је од најзаслужнијих људи за формирање Завичајне музејске збирке Градачца. Године 1969. за прву манифестацију Дани шљиве у Градачцу, која ће касније постати традиционална и позната широм Југославије, написао је пјесму Дјевојко лијепа, шљиву обери, коју је извео Предраг Живковић Тозовац.
Умро је 22. јула 1973. године у Градачцу.
Његов син Садик такође је књижевник.

## Књижевни рад
Писао је поезију и прозу и сарађивао у књижевним листовима и часописима свога доба. Своје прве пјесме објавио је у тузланском листу Хикјмет који је излазио у раздобљу између два свјетска рата. Поред тога, објављивао је поезију и прозу у Новом бехару, Дјечијем Новом бехару, Народној узданици и др. Писао је пјесме, приповијетке и историјске цртице, те сакупљао народне умотворине. Написао је више од сто пјесама. Углавном је писао о људима крајишког поднебља.
Постхумно му је објављена збирка пјесама Давни спомен.
Поред Петровца и Градачца, велики дио његовог живота везан је за Крупу, па га сматрају једним од заслужних грађана за развој културе у овом граду.
О Хусеину Шехићу су писали: Алија Наметак, Нијаз Алиспахић, Ризо Џафић, Садик Шехић и др.